# Miroslav Šimek
Miroslav Šimek (Turnov, Txecoslovàquia 1959) és un piragüista d'origen txec, ja retirat, guanyador de dues medalles olímpiques.

## Biografia
Va néixer el 27 de gener de 1959 a la ciutat de Turnov, població situada a la regió de Liberec, que en aquells moments formava part de Txecoslovàquia i que avui en dia forma part de la República Txeca.

## Carrera esportiva
Va participar, als 33 anys, en els Jocs Olímpics d'Estiu de 1992 celebrats a Barcelona (Catalunya) en representació de Txecoslovàquia, on aconseguí guanyar la medalla de plata en la prova masculina d'eslàlom en aigües braves C-2 al costat de Jiří Rohan. En els Jocs Olímpics d'Estiu de 1996 realitzats a Atlanta (Estats Units), i ja sota representació de la República Txeca, tornà a aconseguir guanyar aquest metall al costat de Rohan en la mateixa prova.
Al llarg de la seva carrera ha guanyat 3 medalles en el Campionat del Món de piragüisme en eslàlom, una de cada metall.